# Jean Racine
Jean Baptiste Racine (La Ferté-Milon, Aisne, 22 de dezembro de 1639 — Paris, 21 de abril de 1699) foi um poeta trágico, dramaturgo, matemático e historiador francês. É considerado, juntamente com Pierre Corneille, como um dos maiores dramaturgos clássicos da França.

## Biografia
Jean Racine ficou órfão aos 3 anos e recebeu uma educação clássica, graças a sua avó, Marie Desmoulins. Foi aluno das Petites écoles de Port-Royal em Port-Royal-des-Champs, onde entrou em contato com o jansenismo e, ao mesmo tempo, com a mitologia grega.

Sua primeira peça, Amasie, foi composta no outono de 1660, e era, provavelmente uma tragédia, mas não foi aceita no Théâtre du Marais. Escreveu A ninfa do Sena em 1660 e, no ano seguinte partiu para Uzès. Retornando a Paris, viu representadas suas primeiras tragédias. Em junho de 1664, a tragédia La Thebaide ("A tebaida") ou Les Frères ennemis ("Os irmãos inimigos") foi produzida por Molière e encenada no palácio real. A tebaida foi seguida por Alexandre, o Grande (1665).

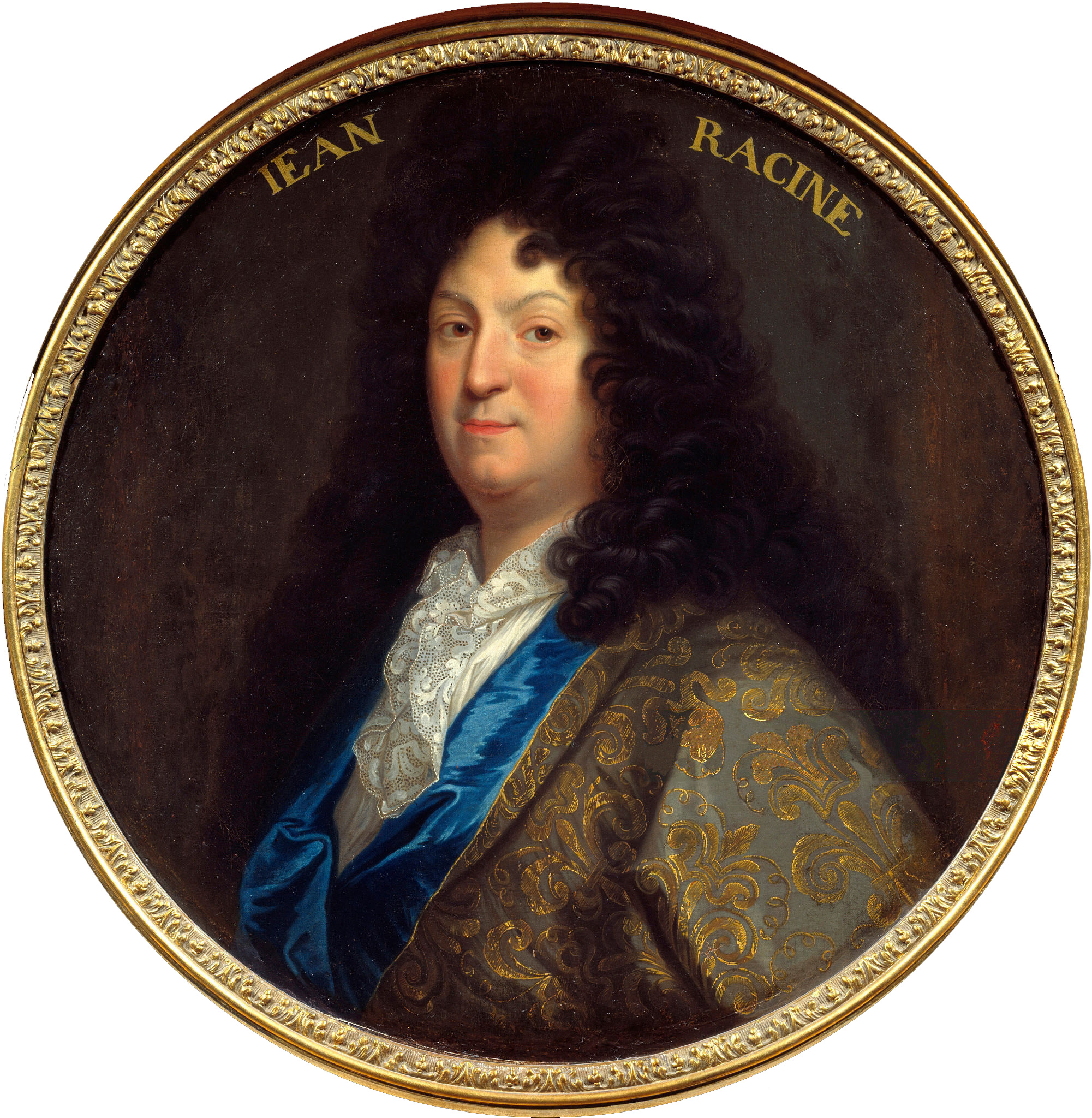
Jean Baptiste Racine

De espírito ousado e frequentemente mordaz, Racine teve uma ascensão rápida e uma carreira brilhante. Com Andrômaca (1667) iniciou-se o período das obras-primas: Britânico (1669), Berenice (1670), Bazet (1672), Mitrídates (1673), Ifigênia em Áulida (1674) e Fedra (1677).
Em 1677, abandonou o teatro. Reconciliado com seus mestres de Port-Royal, foi nomeado historiógrafo do rei por Luís XIV. Doze anos mais tarde, a pedido de Mme. de Maintenon, escreveu duas tragédias bíblicas - Ester (1689) e Atália (1691) - para as alunas da Maison Royale de Saint-Louis, um internato para moças em Saint-Cyr (atual comuna de Saint-Cyr-l'École). À época Racine continuava hostil ao teatro, mas considerou essas obras como pedagógicas e poéticas.

## Obras dramáticas

### Tragédias
- La Thébaïde (1664)
- Alexandre le Grand (1665)
- Andromaque (1667)
- Britannicus (1669)
- Bérénice (1670)
- Bajazet (1672)
- Mithridate (1673)
- Iphigénie (1674)
- Phèdre (1677)
- Esther (1689)
- Athalie (1691)

### Comédias
- Les Plaideurs (1668)

## Outras obras

### Traduções
- Le Banquet de Platon
- Vie de Diogène le Cynique
- Texts of Eusebius of Caesarea
- La Poétique (Aristotle)

### Obras históricas
- Vie de Louis XIV (lost)
- Abrégé de l'histoire de Port-Royal (1767)